# Потіцька Гора (пам'ятка природи)
Потіцька гора — ботанічна пам'ятка природи місцевого значення. Об'єкт розташований на території Тлумацького району Івано-Франківської області, село Палагичі.
Площа — 3,0000 га, статус отриманий у 1980 році.